# Stanisław Gąsienica-Sieczka

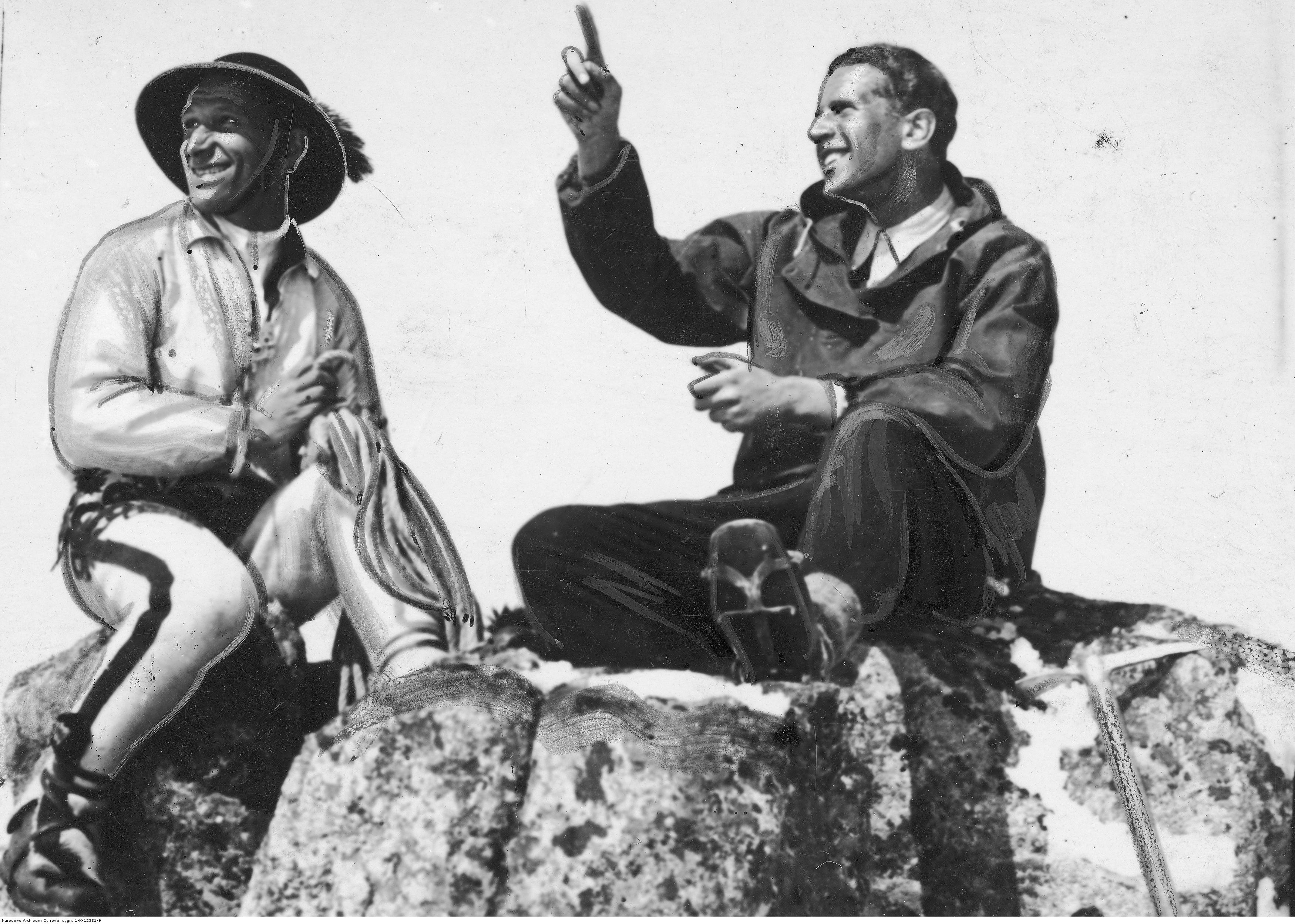
Stanisław Gąsienica-Sieczka i Zbigniew Staniewicz na planie filmu „Zamarłe echo”

Stanisław Gąsienica-Sieczka (ur. 24 października 1904 w Zakopanem, zm. 10 października 1975 tamże) – polski narciarz klasyczny, olimpijczyk. Reprezentant Polski w skokach narciarskich i kombinacji norweskiej. Ojciec Romana Gąsienicy-Sieczki, Krystyny oraz Kazimierza. Reprezentował barwy klubów SN PTT i ON „Sokół”. Był też jednym z pierwszych zawodników, którzy specjalizowali się w skokach narciarskich .

## Przebieg kariery
Gąsienica-Sieczka ukończył szkołę podstawową i przyuczył się do zawodu stolarza. Od najmłodszych lat skakał i biegał na nartach. W 1922 wyróżniał się w biegach juniorów. Swoje pierwsze sukcesy odniósł na narciarskich mistrzostwach Polski w 1924 w Krynicy, kiedy to zajął 3. miejsce w biegu sztafetowym (wraz z Andrzejem Krzeptowskim i Adamem Krzeptowskim). Trzeci był również wtedy w zawodach skoków, w kategorii seniorów II klasy oraz szósty w biegu z przeszkodami . W konkursie skoków osiągnął najdalszą odległość – 20,5 m. W łącznej klasyfikacji do biegu złożonego był czwarty. W I i II mistrzostwach Zakopanego był pierwszy w biegu głównym i skokach w klasie II seniorów . 22 marca 1925 wystąpił w konkursie skoków otwierających nową skocznię, Krokiew w Zakopanem, stworzoną przez Karola Stryjeńskiego. Podczas zawodów padał deszcz . Wilgoć i płytka warstwa śniegu tamowały siłę rozbiegu. Czołówka polskich skoczków skakała ze skróconego rozbiegu. Zawodnicy zostali podzieleni na trzy klasy i grupę juniorów. Gąsienica-Sieczka w drugiej serii konkursowej skokiem na 36 m ustanowił pierwszy rekord Krokwi i jednocześnie rekord Polski. Z notą 17,208 punktu zwyciężył przed Henrykiem Mückenbrunnem (16,267 pkt.) i Aleksandrem Rozmusem (15,896 pkt.) . Zawody zostały opisane w prasie, między innymi 3 kwietnia w „Głosie Zakopiańskim”.
W marcu 1926 wziął udział w międzynarodowym konkursie skoków w Harrachovie, gdzie na pokrytej lodem skoczni zajął 5. pozycję. W Wengen uplasował się na 8. lokacie, skokiem na 42 m bijąc rekord swojego kraju. Wielu zawodników, w tym kilku najlepszych, miało upadki. W 1927 był czwarty na mistrzostwach Czechosłowacji w Novým Světe w Karkonoszach (rywalizacja odbywała się w dniach 28–30 stycznia), ustanawiając kolejny, o pół metra dłuższy od poprzedniego, rekord Polski . Startował też udanie w zawodach podczas konkursu w Pontresinie w Szwajcarii, gdzie skoczył 66 m, ale nie zwyciężył, ponieważ przypadkowo dotknął ręką zeskoku . W tamtym sezonie był jeszcze 6. w Klosters i 3. w Arosie.
W 1928 reprezentował barwy Polski na igrzyskach olimpijskich w Sankt Moritz. Gąsienica-Sieczka skakał ostrożnie, gdyż był po kontuzji (nadwerężenie ramienia), ale mimo to zajął najlepsze miejsce z Polaków . Był na 23. pozycji, po skokach na odległość 58 m i 41 m, z łączną notą 13,917 pkt. Rezultat z pierwszej serii dał mu kolejny rekord Polski. Po Igrzyskach wystartował w odbywających się 22 lutego prestiżowych zawodach w Pontresinie. Był 10., z kolejnym krajowym rekordem – tym razem wynoszącym 63 m. Został też rekordzistą skoczni w Jaworzynce (34 m) .
W 1929 startował na mistrzostwach świata w narciarstwie klasycznym, które odbywały się w Zakopanem. Podczas konkursu skoków i biegu zjazdowego mróz sięgał 35 stopni Celsjusza . W kombinacji norweskiej Gąsienica-Sieczka zajął 13. pozycję w skokach 34 m i 44 m, w biegu był 27., co łącznie dało mu 21. pozycję. W niedzielnym konkursie skoków na Krokwi Gąsienica-Sieczka zajął 38. miejsce, gdyż jego drugi skok na 45,5 m zakończył się upadkiem. Po konkursie najlepsi zawodnicy podjęli próbę bicia rekordu skoczni. Sigmund Ruud skoczył 71,5 m, ale miał upadek , natomiast Gąsienica-Sieczka osiągnął 66 metrów, ustanawiając rekord obiektu. Był to ostatni w jego karierze rekord Polski.

## Po zakończeniu kariery
Zagrał w dwóch filmach Adama Krzeptowskiego: w Białym śladzie z 1932, gdzie zagrał Jaśka i Zamarłym echu z 1934, gdzie wcielił się w Jędrka Liptowskiego. Po zakończeniu kariery zajął się gospodarstwem i stolarką. Po II wojnie światowej pracował w wytwórni nart w Zakopanem. Na nartach skakał jego syn Roman, który także był rekordzistą Krokwi i olimpijczykiem (Cortina d’Ampezzo 1956). Stanisław Gąsienica-Sieczka zmarł 10 października 1975 i został pochowany na Nowym Cmentarzu w Zakopanem (kw. K2-B-24).

## Osiągnięcia

### Igrzyska olimpijskie
| 1928 Sankt Moritz | – | 23. miejsce (w skokach) |

#### Starty S. Gąsienicy-Sieczki naigrzyskach olimpijskich– szczegółowo
| Miejsce | Dzień     | Rok  | Miejscowość  | Skocznia       | Konkurs  | Skok 1 | Skok 2 | Nota       | Strata    | Zwycięzca    |
| ------- | --------- | ---- | ------------ | -------------- | -------- | ------ | ------ | ---------- | --------- | ------------ |
| 23.     | 18 lutego | 1928 | Sankt Moritz | Olympiaschanze | indywid. | 58,0 m | 41,0 m | 13,917 pkt | 5,291 pkt | Alf Andersen |

### Mistrzostwa świata w narciarstwie klasycznym
| 1927 Cortina d’Ampezzo | – | 19. miejsce (w skokach)                                        |
| 1929 Zakopane          | – | 21. miejsce (w kombinacji norweskiej), 38. miejsce (w skokach) |